# Hryhorij Skoworoda
Treść tego artykułu może nie być zgodna z zasadami neutralnego punktu widzenia.
Dokładniejsze informacje o tym, co należy poprawić, być może znajdują się w dyskusji tego artykułu.
 Po wyeliminowaniu niedoskonałości należy usunąć szablon {{Dopracować}} z tego artykułu.
Hryhorij Sawycz Skoworoda (ukr. Григорій Савич Сковорода), Grigorij Sawwicz Skoworoda, ros. Григорий Саввич Сковорода; ur. 22 listopada?/3 grudnia 1722 w Czornuchach, zm. 29 października?/9 listopada 1794 w miejscowości Iwaniwka, obecnie Skoworodyniwka, rejon zołocziwski, obwód charkowski) – ukraiński poeta, filozof i kompozytor, który żył w Imperium Rosyjskim i wniósł istotny wkład do ukraińskiej i rosyjskiej filozofii i kultury, niekiedy przypisuje się Skoworodzie narodowość ukraińsko-rosyjską.

## Życie
Skoworoda urodził się w 1722 w rodzinie kozackiej w Czornuchach pod Łubniami na Ukrainie Lewobrzeżnej, wówczas w Imperium Rosyjskim. Studiował na Akademii Kijowsko-Mohylańskiej łacinę, grekę, hebrajski, niemiecki, teologię, poetykę, matematykę, nauki przyrodnicze i historię w latach (1734–1741, 1744–1745, 1751–1753), ale nie ukończył pełnego programu studiów. Przez pewien czas nauczyciel domowy w majątkach ziemian ruskich. Od 1745 do 1750 przebywał na Węgrzech. Wędrował po Ukrainie w zwykłym stroju, z hebrajską Biblią, fletem i kilkoma zeszytami własnych utworów, bajek i pieśni, opowiadając i śpiewając je po wsiach i miastach na przycerkiewnych placach lub jarmarkach. Możliwe, że podróżował także do innych części Europy. W latach 1750–1751 nauczał poetyki w Perejasławiu. Od 1759 do 1769, z przerwami, wykładał na uniwersytecie w Charkowie filozofię moralną. Z obu uczelni został zwolniony z powodu swoich wolnomyślicielskich poglądów. W ostatnich latach swojego życia podróżował pieszo po Ukrainie, zatrzymując się u swoich przyjaciół.
Legenda mówi, że trzy dni przed śmiercią Skoworoda udał się do jednego ze swoich najbliższych przyjaciół i powiedział, że chce u niego zostać już na stałe. Codziennie rano opuszczał dom z łopatą pod pachą. Okazało się, że kopał sobie grób. Trzeciego dnia, zjadł obiad, wstał i powiedział: „nadszedł mój czas”. Poszedł do drugiego pokoju, położył się i umarł. Na jego nagrobku znajduje się napis, który kazał wyryć:
—  Napis na nagrobku Skoworody. 
Zmarł 9 listopada 1794 roku. Grób znajduje się we wsi Skoworodyniwka (rejon Iwaniwka).

## Filozofia
Skoworoda interpretował i dobrze znał dzieła filozofów antycznych oraz ulegał wpływom filozofii nowożytnej – Erazma z Rotterdamu oraz współczesnych mu encyklopedystów francuskich. Filozofia Skoworody związana jest organicznie z hermeneutyką Pisma Świętego.
Głosił pogląd o trójwarstwowej istocie świata: makrokosmos, mikrokosmos, świat symboli – Biblia. Makrokosmos to przyroda, świat obiektywny, materialny. Mikrokosmos to świat wewnętrzny, istota człowieka, świat idealny. Świat symboli reprezentowany jest przez Biblię, treści symboliczne. Człowiek może odróżnić mikrokosmos od makrokosmosu przez Biblię, która jest kluczem do poznania świata. Te trzy czynniki przedstawiają ideę tego świata i oddziałują wzajemnie na siebie.
W centrum systemu filozoficznego Skoworody znajdują się dwa symbole: ziarno i koło. Ziarno odzwierciedla wieczność materii, koło natomiast zmieniającą się przyrodę, która żyje i rozwija się, tworząc zamknięty krąg.
Skoworoda głosi równość wszystkich wiernych w obrębie religii oraz pochwałę pracy: „każda praca jest błogosławiona przez Boga”, a grzechem podział miejsc wokół Niego. Zgodnie z naukami Skoworody jedynym najważniejszym i tak naprawdę jedynym zadaniem filozofii jest szukanie prawdy i chęć jej poznania. Szczęście człowieka polegać ma właśnie na tym, żeby, mimo trudności, doszukiwać się w życiu prawdy. Może dążyć do tego różnymi drogami, dlatego wrogość w stosunku do tych, którzy wyznają inne prawdy, nie znajduje uzasadnienia. Dlatego nietolerancja religijna nie znajduje usprawiedliwienia, bo wieczna prawda przejawia się na tym świecie w różnych formach.
Według Skoworody warte pochwał są życie w harmonii z samym sobą i autentyczność. Człowiek powinien znaleźć odpowiednią pracę, która musi być jego przeznaczeniem. Pracę, która umożliwi przebywanie w harmonii ze sobą, czyli doprowadzi nas do szczęścia. Skoworoda żył zgodnie z głoszonymi ideami – minimalizował zbytki, zajmował się kształceniem swojego umysłu. Skoworoda wykształcił własny system filozoficzny nie akceptowany przez kanoniczne moskiewskie prawosławie – cerkiew traktowała go jak odszczepieńca i heretyka. Było to połączenie idealizmu z panteizmem („Bóg jest przyrodą”). Skoworoda nie uznawał żadnej innej władzy oprócz własnego sumienia.

## Utwory

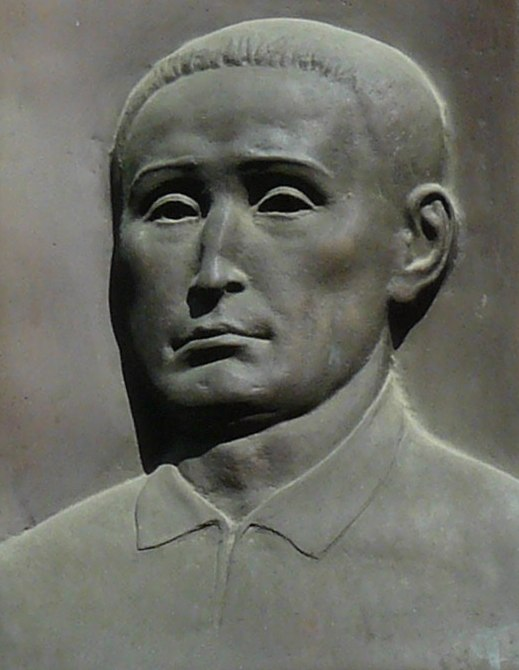
Fragment tablicy pamiątkowej w Bratysławie

W trakcie wędrówek powstały najważniejsze dzieła: traktaty filozoficzne – Dialog, czyli rozmowa o starożytnym świecie (Діалог, или Розглагол о двернем міре), Rozmowa pięciu podróżnych o prawdziwym szczęściu w życiu (Rozhowor piati putnikow o istinnom szczasti w żyzni), Narcyz, czyli rozmowa na temat: poznaj siebie samego (Наркісс. Розговор о том: Узнай себя); cykl bajek prozą – pt. Bajki charkowskie (Басні харковскія); przypowieści – Wdzięczny Herod (Благодарний Еродій), Ubogi skowronek (Вбогий жайворонок), zbiór wierszy zawierający liryki, ody, pieśni historyczne i okolicznościowe wiersze patriotyczne – Ogród pieśni nabożnych (Сад БожественньІ песней), tj. cykl trzydziestu utworów poetyckich, które powstały na przestrzeni trzydziestu lat (1753-1783). Wśród wierszy znaleźć można jedne o łacińskim tytule De libertate (O wolnoścі) – zawarta w nim wzmianka o Bohdanie Chmielnickim nie zostawia cienia wątpliwości, o jakiej wolności mowa. W czasach zlikwidowania Siczy Zaporoskiej, zakazu używania nazwy „Sicz” i „Kozacy Zaporoscy” wiersz zawierał pochwalne wezwanie: sławny bądź na wieki na cześć hetmana wojsk kozackich i był świadectwem odwagi i wewnętrznej wolności Skoworody.
Autor prozatorskich i poetyckich utworów łaciną, tłumacz dzieł filozofów rzymskich (np. dialog Cycerona O starości, traktat Plutarcha O spokoju serca). Ulubiony przez siebie gatunek bajki Skoworoda zaliczał do utworów filozoficznych i uważał, że od czasów antyku jest ona najbardziej trafnym nośnikiem prawdy. Cenił w bajkach treść filozoficzną, dydaktyczną, artyzm literacki – uważał, że właśnie takie połączenie tworzy znakomitą bajkę. Fabuła części bajek jest wzorowana na bajkach antycznych. Басні харковскія (Bajki charkowskie) pochodzą z lat 60. XVIII w.
Wiodące wątki: treści filozoficzne, refleksje o istocie człowieka, o harmonii wewnętrznej, poznaniu siebie, refleksje nad światem przyrody jako ucieleśnieniem Boga – wizerunku absolutnej doskonałości. Wątek satyryczny – demaskuje zło społeczne, niesprawiedliwość, intrygi, pomówienia. Otwarcie szydzi z możnych tego świata i przeciwstawia im prostego człowieka moralnego. Wątek duchowy – rozważania o istocie Boga, odwołujące się do tradycji literackiej (aluzja w tytule do Boskiej komedii Dantego). Utwory podejmujące w sposób niezmiernie oryginalny i głęboki takie kwestie, jak problem prawdy, sprawiedliwości oraz wewnętrznej wolności człowieka, jego miejsca i znaczenia w rozwoju cywilizacyjnym. W tomie wierszy Сад БожественньІ песней (Ogród pieśni nabożnych) dowiódł znakomitej techniki poetyckiej i znajomości zasad poetyki: wprowadza anafory, oryginalne metafory, alegorie, przysłowia.
Utwory, choć za życia pisarza nie drukowane, rozchodziły się po Ukrainie w odpisach rękopiśmiennych, wywierając ogromny wpływ na dalszy rozwój piśmiennictwa i myśli ruskiej. U S. znaleźć można prawdziwą mądrość wieku m.in. znakomite aforyzmy.
Postrzega się go jako prekursora liryków. Świat wartości duchowych człowieka po raz pierwszy został przedstawiony tak doskonale. Skoworoda skupia się na „ja lirycznym” – na odczuwaniu świata. Te cechy czynią go prekursorem liryki wewnętrznej. Spuścizną literacką S. są też bajki. Myśli Skoworody oddziaływały na kulturę rosyjską i ukraińską w ciągu dwóch stuleci. Jego nauki były znane już za jego życia, po śmierci został uznany za jednego z największych filozofów Słowiańszczyzny. Zwolenników jego filozofii nazywano „skoworodyńcami”.
W roku 1881 dzieła filozofa wydano w Petersburgu, a jego samego uważano za prekursora nowoczesnej szkoły rosyjskiej filozofii. Uznany jest za wzór Lwa Tołstoja, oraz ukraińskich poetów: Pawła Tyczyny, Maksyma Rylskiego, Iwana Dracza.

## Prace
- Григорій СКОВОРОДА ПОВНЕ ЗІБРАННЯ ТВОРІВ У ДВОХ ТОМАХ (Dzieła wszystkie Hryhorija Skoworody) (ukr.)
- Страница Григория Сковороды на культурном портале Эксперимент. Биография, статьи, произведения

## Upamiętnienie
- Jego wizerunek widnieje na ukraińskich banknotach o nominale 500 hrywien trzeciej (2006) i czwartej serii (2016)
- Na jego cześć nazwano planetodię (2431) Skovoroda